# Heralt Puška z Otaslavic a Doubravice
Heralt Puška z Otaslavic a Doubravice, též Erhart Puška z Kunštátu (před 1392 – po 1419) byl moravský šlechtic z rodu pánů z Kunštátu. 

## Život
Narodil se jako mladší ze tří synů Ješka Pušky z Kunštátu a Otaslavic (před 1368–1406) a jeho manželky Anny z Otaslavic.  
První písemná zmínka o Heraltovi pochází z roku 1392. Po otcově smrti si se svým bratrem Janem (nejmladší z bratří, Půta, zemřel předčasně roku 1398) rozdělil dědictví a obdržel Čechy pod Kosířem a Doubravici. Když si jeho bratr Jan Puška koupil panství v Kostomlatech, Heralt od něj získal rodný hrad Otaslavice.  
Za markraběcích válek se Heralt účastnil loupežných aktivit, které pokračovaly i po uzavření landfrýdu. Heralt prováděl loupežné výpravy ze svých hradů v Otaslavicích, v Doubravici, ale i ze Skal, které využíval z titulu poručnictví nad dcerami Erharta ze Skal. Protože se Heralt účastnil i pohraničních bojů s Rakušany, byl rozhodnutím krále vyloučen ze stíhání za své loupežné činy. Poslední zmínka o Heraltovi pochází z roku 1419. 
Heralt po sobě zanechal syna Jana Pušku a dceru Dorotu z Kunštátu a Otaslavic. Jan Puška nejmladší však byl už roku 1437 nebožtíkem a máme jen zprávy o jeho dědictví, o které se soudily jeho nevlastní sestry. Janem Puškou nejmladším tedy tato rodová větev pánů z Kunštátu vymřela. 